# 龐巴迪INNOVIA APM 256型電聯車
龐巴迪INNOVIA APM 256（Bombardier INNOVIA APM 256），台北捷運公司內部命名為BT370型或370型，為台北捷運文湖線的主力車種，是加拿大運輸設備廠商龐巴迪運輸（Bombardier Transportation）所生產的一個輪式中運量捷運用電聯車車種，是INNOVIA APM（先進自動人員運輸，APM三字是Automated People Movers的縮寫）的系列車種之一。INNOVIA APM 256是龐巴迪運輸針對台北捷運文湖線所特別設計打造的車型，以作為原本在該路線上所行駛、由法國馬特拉所生產的VAL256型電聯車之後增購車種；而與INNOVIA APM 256搭配的是同樣由龐巴迪運輸所開發的CITYFLO 650型自動列車行控系統，因此INNOVIA APM 256在啟用初期經常被誤稱為「CITYFLO 650」。

## 簡介
配合台北捷運內湖線通車，台北捷運公司採購101對（202輛）的龐巴迪運輸出品的膠輪電聯車（主要由該集團在美國匹茲堡所擁有的生產線所製造），其中51對在唐榮車輛科技最後組裝，與配套的機電、訊號系統（CITYFLO 650自動列車運行裝置）。同一筆採購案中也包含了木柵線（今文湖線）原有控制系統與車輛的改裝。
該型電聯車車廂內部實際高度只有190公分、比原有的VAL256型電聯車略低，而無論是車身寬度或內部寬度皆比VAL256型窄。台北捷運公司在內部訓練時暫時以「BT車」稱之，但其原廠型號為「INNOVIA APM 256」，後來台北捷運公司命名為「370型」。而經常被誤會是車輛型號的「CITYFLO 650」，實際上是整套自動列車控制系統架構的型號，並非列車型號。
此車型的列車在車門關閉後，有明顯的上鎖聲，不同於VAL256和其它高運量列車

## 改裝
此型列車自上線營運後總是被反應車廂內部空間狹小、站立空間不夠、座椅數量少、座椅不夠舒適等問題。然而此型列車座椅下方有機電設備不能任意改動，改裝該型列車，最困難的地方在於受限車廂內原有配置，需要配合原有座椅底座位置，同時還要兼顧車體結構因素，工程項目非常繁瑣。
台北捷運公司於2020年2月24日公告第一輛改裝電聯車上線營運，本部列車改裝工期費時30天完成，預計試辦6個月，持續觀察旅客反應，評估後續370型車隊改裝計劃。
本次文湖線列車改裝有兩大重點，首先，對於旅客反映座椅弧度曲線問題加以調整，將部份座椅全面更換為包覆性高、提升腿部支撐性的設計；不但旅客坐的舒適度提升，原本雙人座的座椅亦改裝成三人座椅，列車總座位數則從76個增加為84個。此外，在活絡車廂空間方面，經維修團隊仔細研究，試辦移除行李架(含行李架對向1組座椅)與部份車廂入口立柱，方便輪椅及幼兒推車旅客進出車廂，旅客動線也更加順暢。另外，移除行李架及部份立柱後所增加的空間，除了可供行李置放外，旅客站立空間亦變得更為寬敞。

## 列車運用
| 編號     | 製造年份       | 採購數量             | 配置                  | 營運路線 |
| -------- | -------------- | -------------------- | --------------------- | -------- |
| 101～201 | 2006年～2007年 | 內湖線（CB370）101對 | █ 木柵機廠 █ 內湖機廠 | 文湖線   |

註：芝加哥奧黑爾機場捷運不包括的。

## 圖片

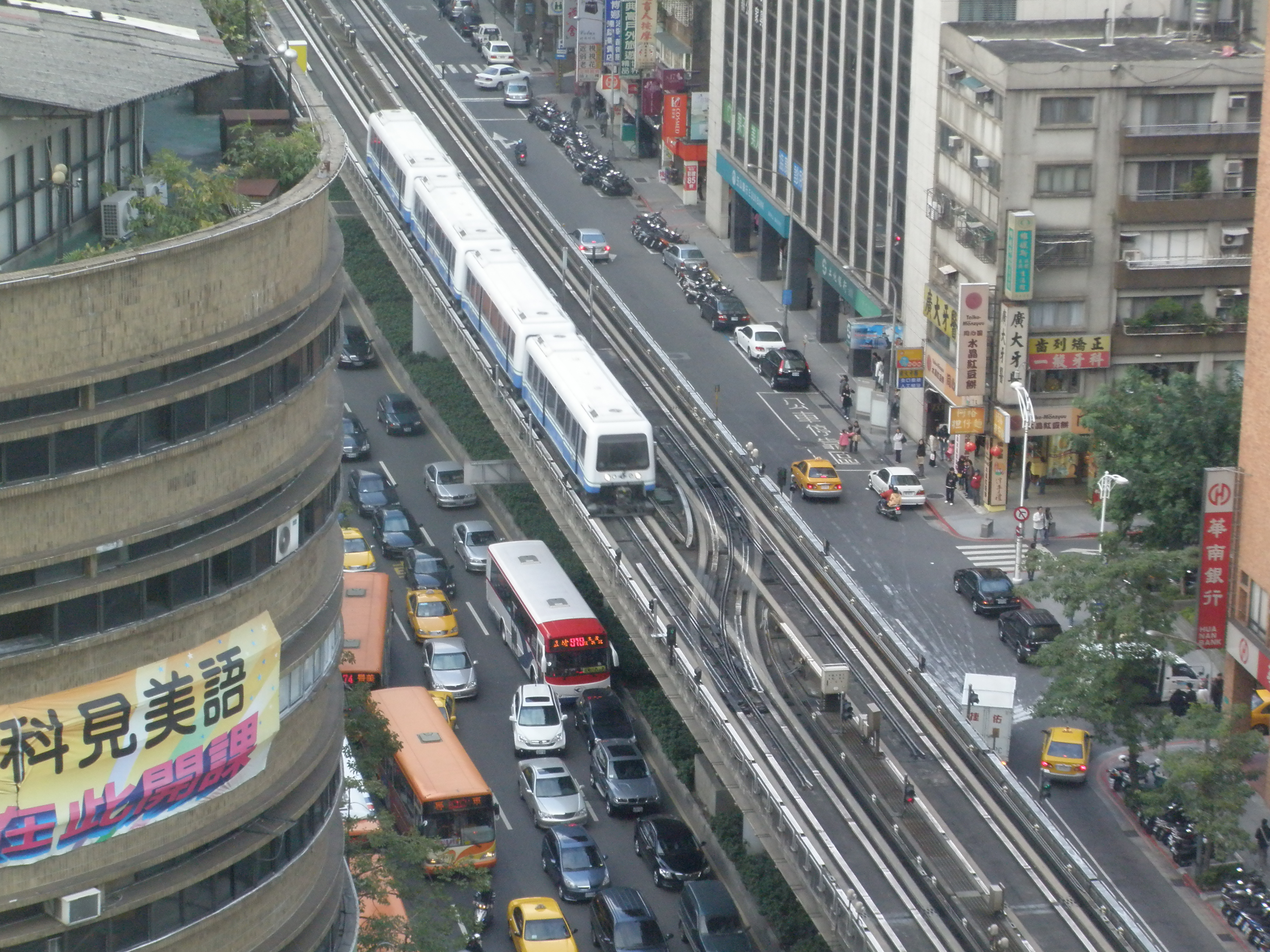
運行於文湖線大安區路段
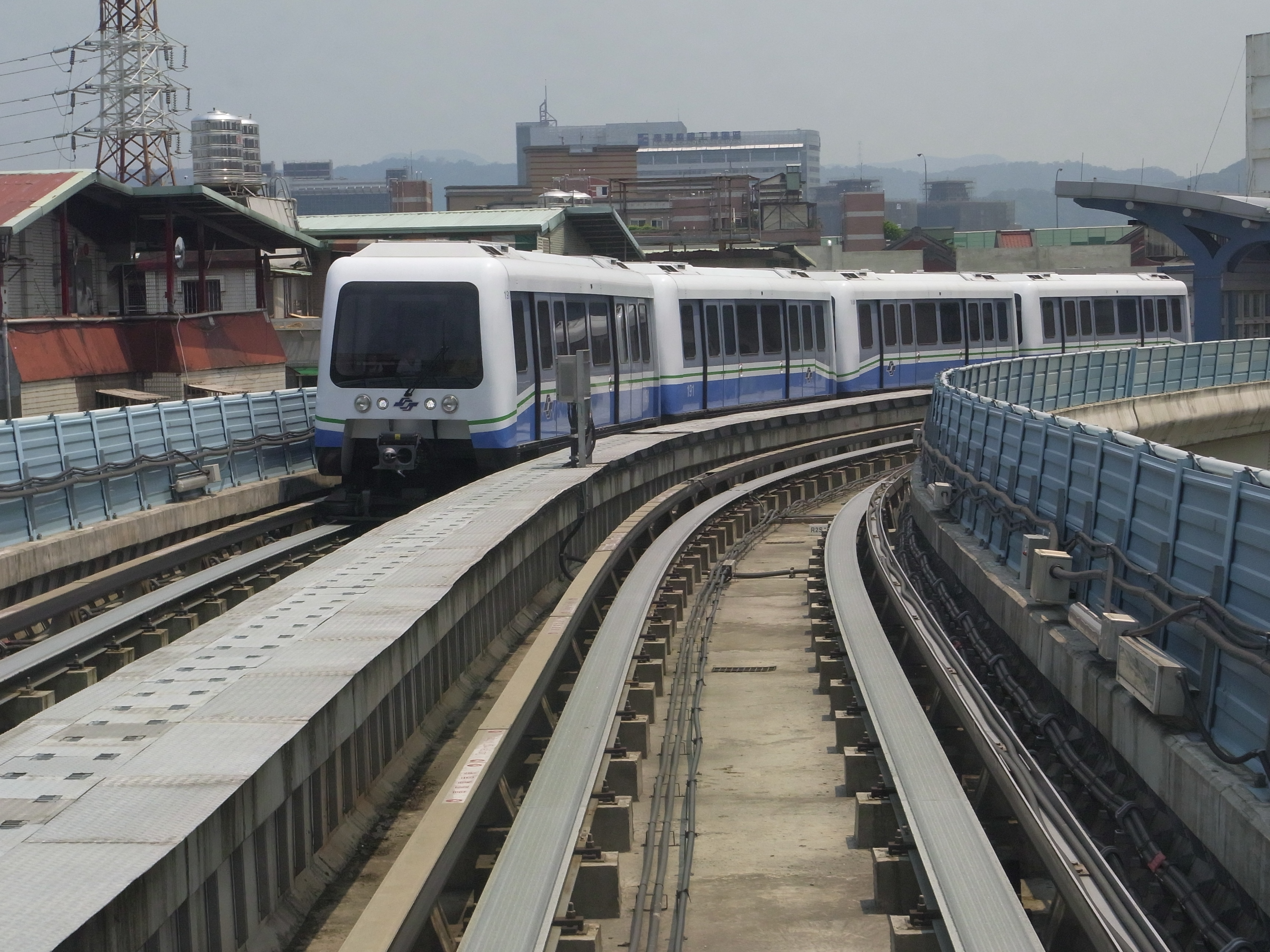
運行於文湖線
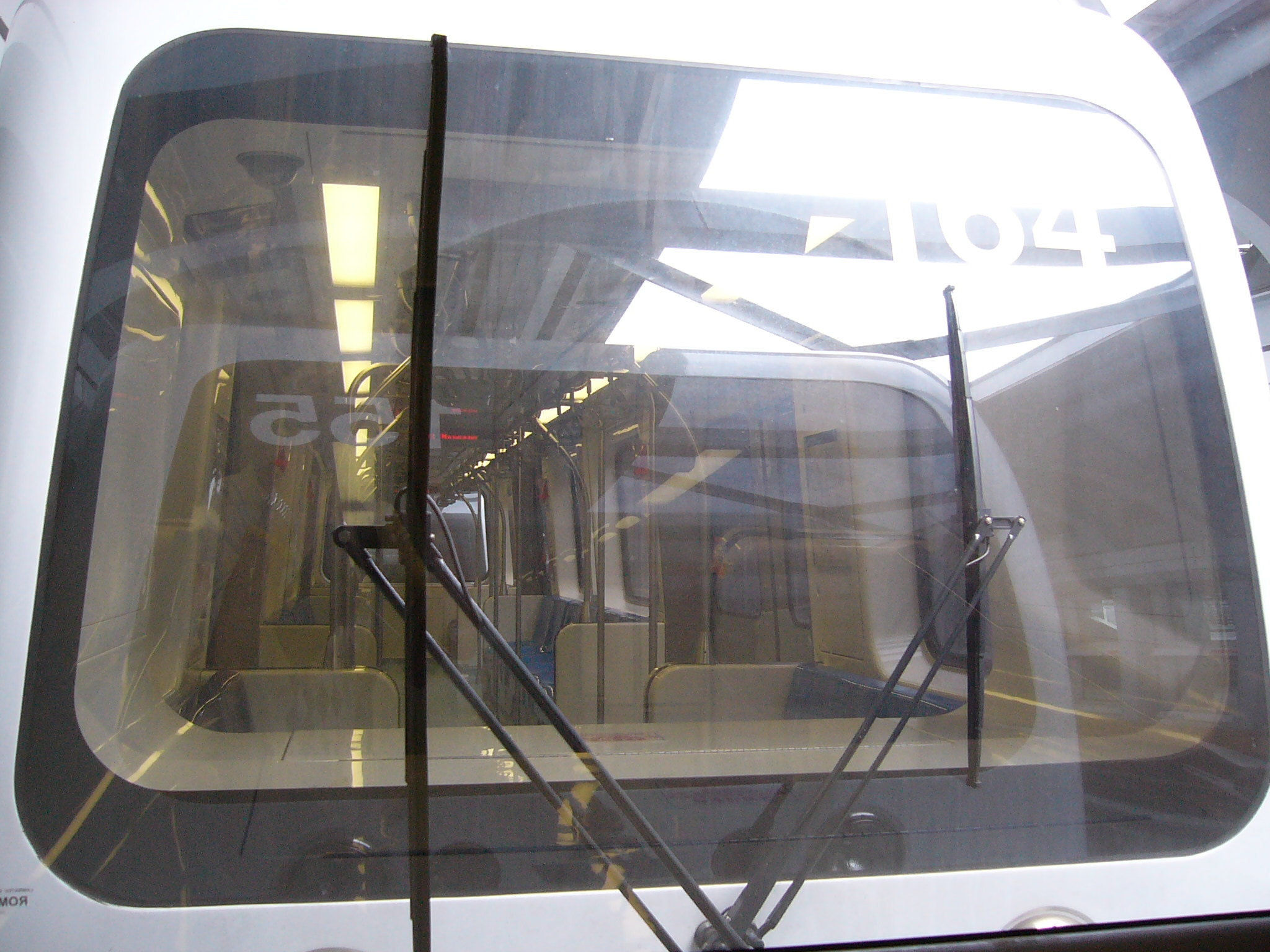
擋風玻璃特寫
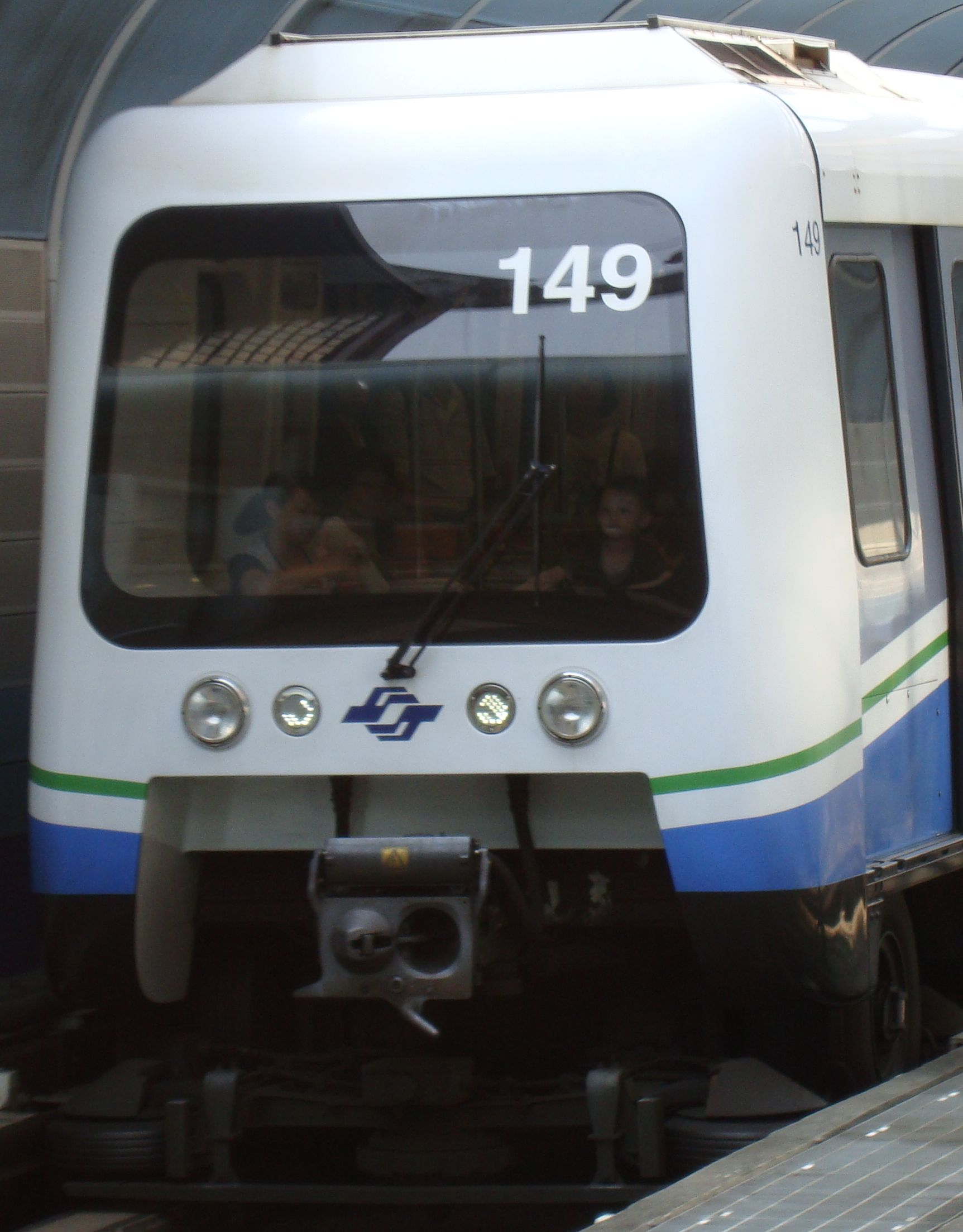
列車前端特寫
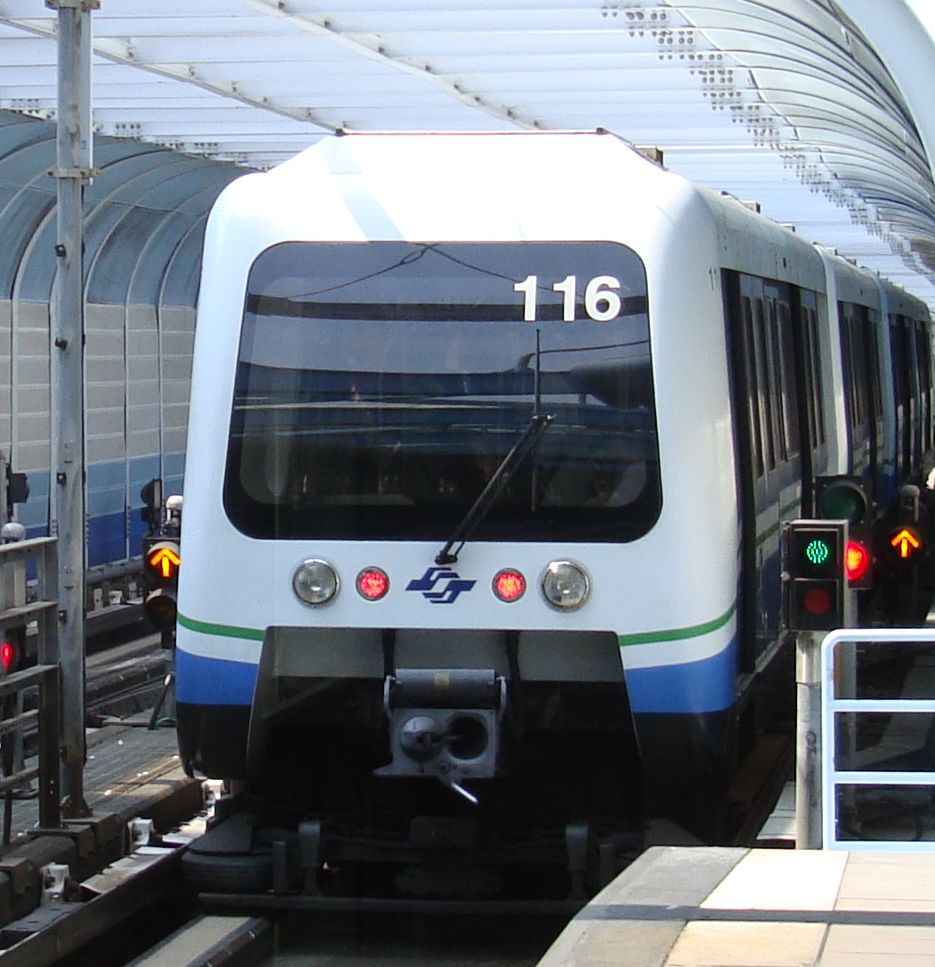
列車尾端特寫

## 外部連結
- 台北捷運內湖線（加拿大龐巴迪公司）